# Étienne Tabourot

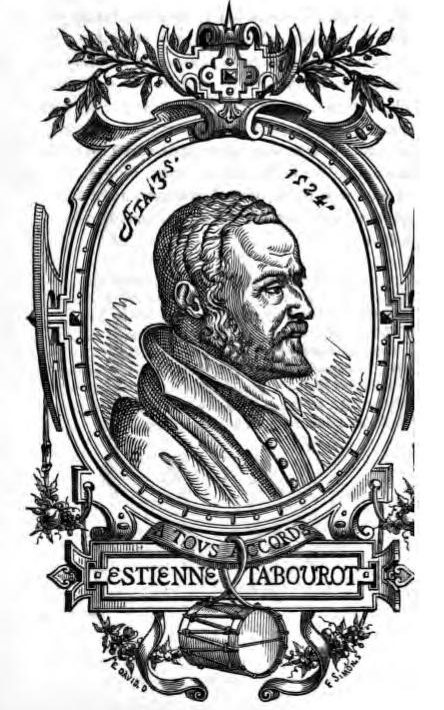
Étienne Tabourot

Étienne Tabourot des Accords  (* 1549 in Dijon; † 1590 in Dijon) war ein französischer Schriftsteller.

## Leben und Werk
Tabourot studierte in Paris (Collège de Bourgogne) und Toulouse, machte eine Reise nach Italien und war dann Jurist in Dijon. Mit 18 Jahren publizierte er unter dem Titel Synathrisie einen Gedichtband, in dem er mit komplizierten Schreibtechniken jonglierte. Wegen seines frühen Todes blieb sein schriftstellerisches Werk unvollendet. Das 1582 in der ersten Fassung erschienene Hauptwerk nannte er Bigarrures (wörtlich: Bunt Geschecktes). Dabei war sein Selbstverständnis philologisch; es ging ihm darum, ein angenehm zu lesendes Rhetoriklehrbuch zu schreiben, um anschließend selber danach zu verfahren (was er ansatzweise auch getan hat).
Tabourot schuf mit seinen Bigarrures das in der Welt erste bekannte Buch über Wortwitz (Sprach- und Wortspiele). Er behandelt Equivoques (Anspielungen), Rebus, Spoonerismus (französisch: contrepèterie, bei Tabourot zum ersten Mal belegt), Anagramm, leonische Verse (die sich in der Mitte und am Ende reimen, bei ihm stark kompliziert), Akrostichon usw. Damit gilt er auch als Urvater der ’Pataphysik und Vorläufer der Gruppe Oulipo und wird in neuester Zeit von der Forschung stark beachtet.
Tabourot war der Neffe des Tanzbuchautors Thoinot Arbeau.

## Werke
- La synathrisie alias recueil confuz, Dijon 1567; Rouen, Michel Tertulier, 1579 (unter dem Pseudonym Jean des Planches).
- Les Bigarrures, Paris 1582 (zahlreiche Auflagen).
  - Les Bigarrures. Premier livre, hrsg. von Francis Goyet, Genève, Droz, 1986 (Faksimile der Ausgabe von 1588; 63+516 Seiten).
  - Les Bigarrures du Seigneur des Accords. Quatrième livre, Paris, Jean Richer, 1585 (ein zweites und drittes Buch hat es nicht gegeben; offenbar sollte der Leser genarrt werden).
  - Les Bigarrures du Seigneur des Accords. Quatrième Livre avec Les Apophthegmes du Sr Gaulard. Édition collective par le Groupe Renaissance & Âge classique (GRAC) de l’Université Lyon II, coordonnée par Gabriel-André Pérouse, Paris, Champion, 2004.
  - Les bigarrures du Seigneur des Accords avec les Apophtegmes du Sieur Gaulard et les Escraignes dijonnoises, revus sur les éditions originales de 1583, 1584, 1585 et 1588, augmentés de notes de divers commentateurs et précédés de notes de divers commentateurs, hrsg. von Guillaume Colletet (1598–1659), Brüssel 1866; Genf, Slatkine, 1969 (die Apophthegmata [Aphorismen] zuerst 1614 postum erschienen).
- Les Touches, 1585 (satirische Epigramme; touche = Berührung im Fechtsport, hier „treffende“ Charakterisierung; mit „contretouches“, d. h. einer zweiten, korrigierenden Beurteilung).
- Escraignes dijonnoises, kritisch hrsg. von Clémence Ménot, Magisterarbeit Universität Lyon 2, 2004 (zuerst 1588, es handelt sich um oft derbe, volkstümliche Erzählungen; escraignes = étrennes „Geschenke“).